# Nässjö Fotbollförening
O Nässjö Fotbollförening, ou simplesmente Nässjö FF, é um clube de futebol da Suécia fundado em 1 de janeiro de 1985. Sua sede fica localizada em Nässjö.
Em 2009 disputou a Division 2 Mellersta Götaland, uma das seis ligas da quarta divisão do futebol sueco, terminando na última colocação dentre 12 clubes participantes.